# Andre Johnson
Andre Lamont Johnson (Miami, Florida, 1981. július 11. –) amerikai amerikaifutball-játékos, 2019-től a Houston Texans edzői csapatának tagja.

## Egyetemi évek
Johnson a University of Miami egyetemre járt, ahol a Hurricanes csapatában játszott.
Ő lett a 2002-es Rose Bowl MVP-je, ahol 199 elkapott yarddal és 2 touchdownnal zárt. Egyetemi karrierje alatt 92 elkapása volt 1831 yardért, ez elkapásonként 19.9 yardos átlag. 20 TD-jával 5. a Hurricanes örökranglistáján.

## A 2003-as draft
A draft előtt a scouting combine-on Johnson 4.41 másodperc alatt futotta le a 40 yardot.
A drafton az első kör harmadik kiválasztottjaként a Houston Texanshoz került. Andre Johnson egy 7 éves, 39 millió dollárról szóló szerződést írt alá.

## 2003
Rookie szezonjában az összes mérkőzésén kezdőként lépett pályára, 66 elkapása 976 elkapott yardja és 4 TD-ja volt.

## 2004
Második évében Johnson megint kezdett mind a 16 mérkőzésen, túllépte az 1000 yardot, és a szezont végül 79 elkapással, 1142 elkapott- és 12 futott yarddal zárta. Ezekből 6 Touchdown született. Jutalma első Pro Bowl meghívója lett.

## 2005
2005-ben sérülése miatt kihagyott 3 mérkőzést a többi 13-on 63 elkapása, 688 yardja és 2 Touchdownja volt.

## 2006
2006-ban Johnson, 2003 és 2004 után ismét kezdő volt mind a 16 mérkőzésén. 103 elkapásával vezette az elkapók táblázatát a 2006-os alapszakasz során. Másodszor vehetett részt a Pro Bowl-on.

## 2007
2007. március 3-án Johnson új 7 évre szóló 60 milliós szerződést kapott, melyből 15 millió garantált.
Ebben az idényben a csapathoz új irányító, Matt Schaub érkezett az Atlanta Falconstól.
Johnsonnak 7 mérkőzést kellett sérülése miatt kihagynia. A többi 9 mérkőzésen 60 elkapást, 851 elkapott yardot és 8 Touchdownt szerzett.

## 2008
2008-ban Andre Johnson, kulcsjátékosa volt a Texansnak, ő volt Schaub legmegbízhatóbb célpontja, és ebben az évben volt a legtöbb elkapása, és elkapott yardja is, 8 TD-t szerzett. Február 8-án játszotta harmadik Pro Bowl-ját.

## Statisztikák
|        |       | Receiving | Receiving | Receiving | Receiving | Receiving | Receiving | Receiving | Rushing | Rushing | Rushing | Rushing | Rushing |
| Season | Team  | GP        | GS        | Rec       | Yds       | Avg       | Long      | TD        | Att     | Yds     | Avg     | Long    | TD      |
| ------ | ----- | --------- | --------- | --------- | --------- | --------- | --------- | --------- | ------- | ------- | ------- | ------- | ------- |
| 2003   | Hou   | 16        | 16        | 66        | 976       | 14.8      | 46        | 4         | 5       | -10     | -2.0    | 11      | 0       |
| 2004   | Hou   | 16        | 16        | 79        | 1,142     | 14.5      | 54        | 6         | 4       | 12      | 3.0     | 14      | 0       |
| 2005   | Hou   | 13        | 13        | 63        | 688       | 10.9      | 53        | 2         | 6       | 10      | 1.7     | 5       | 0       |
| 2006   | Hou   | 16        | 16        | 103       | 1,147     | 11.1      | 53        | 5         | 3       | 14      | 4.7     | 18      | 0       |
| 2007   | Hou   | 9         | 9         | 60        | 851       | 14.2      | 77        | 8         | 0       | 0.0     | 0       | 0       | 0       |
| 2008   | Hou   | 16        | 16        | 115       | 1,575     | 13.7      | 65        | 8         | --      | --      | --      | --      | --      |
| Career | Total | 86        | 86        | 486       | 6,379     | 13.1      | 77        | 33        | 18      | 26      | 1.4     | 18      | 0       |

Forrás: NFL.com